# 皮帕·威尔逊
皮帕·威尔逊（英語：Pippa Wilson，1986年2月7日—），英国女子帆船运动员。她曾代表英国参加2008年夏季奥林匹克运动会帆船比赛，联同萨拉·艾顿和萨拉·韦布获得一枚金牌。